# Ryunosuke Sagara
Ryunosuke Sagara (相良 竜之介 Sagara Ryunosuke?), född 17 augusti 2002 i Saga prefektur, är en japansk fotbollsspelare.
Sagara började sin karriär 2020 i Sagan Tosu.